# Antefix

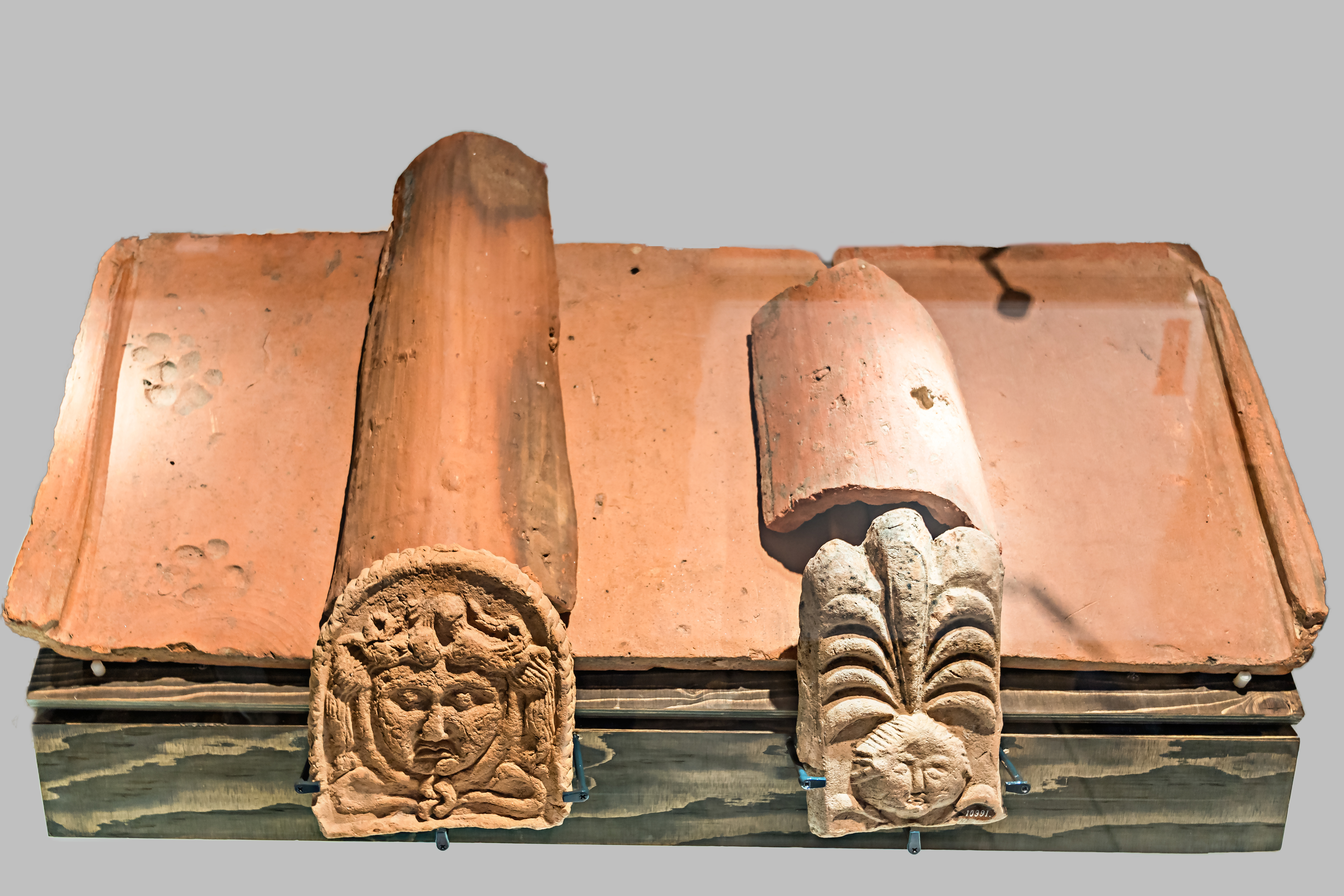
Römische Antefixe mit Medusenköpfen als Verzierung und Unheilsabwender

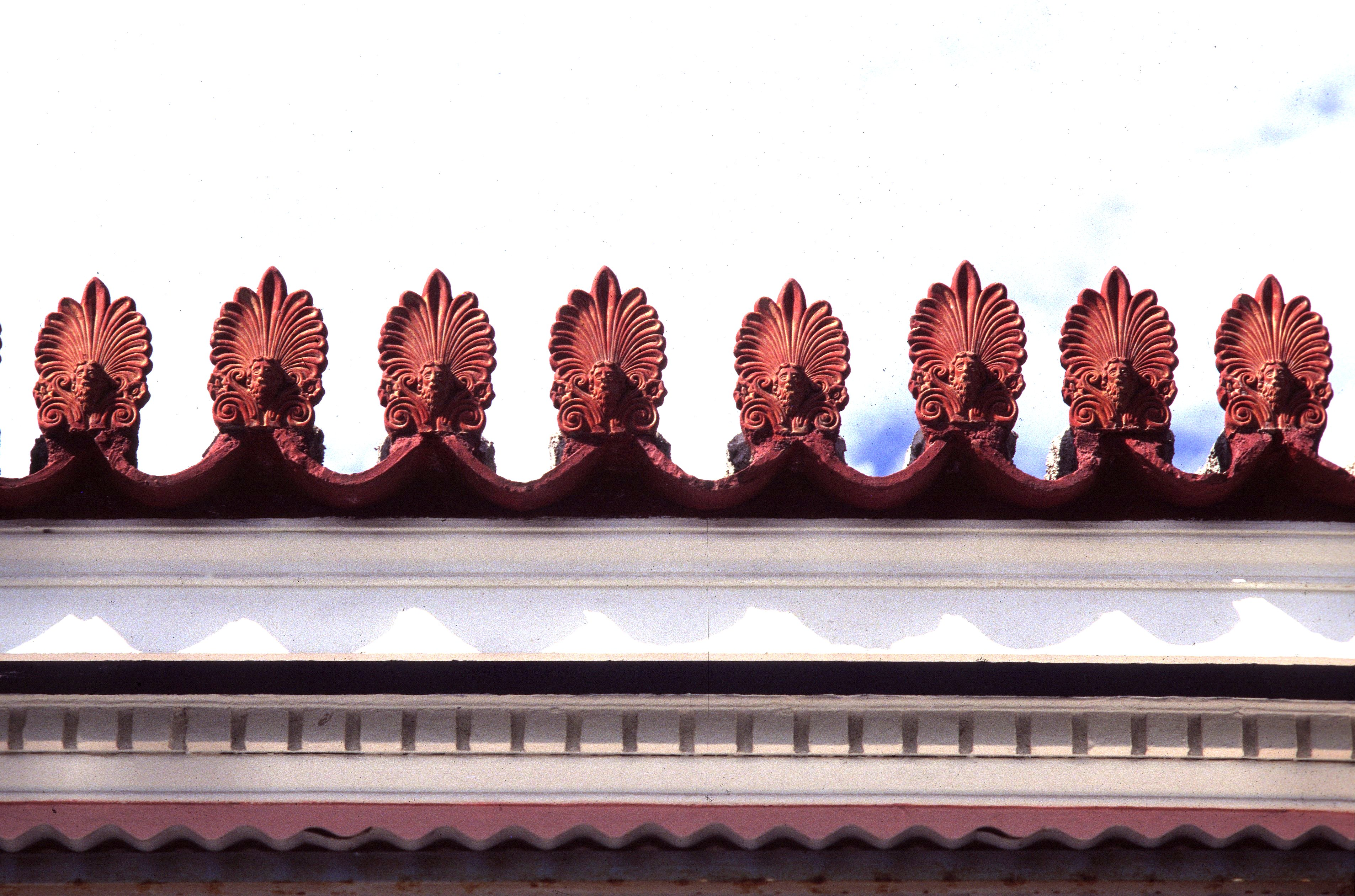
Klassizistisches Wohnhausdach in Athen

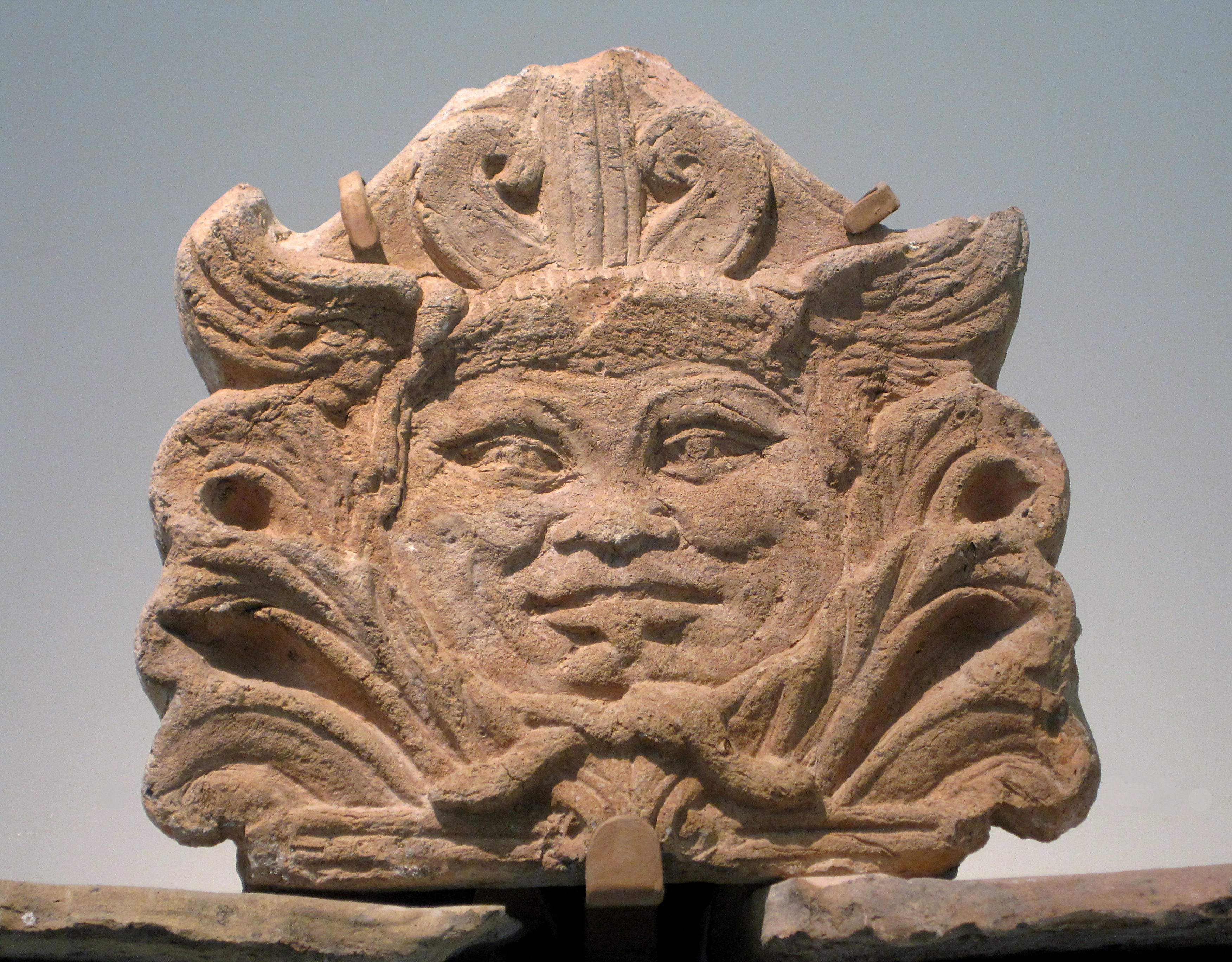
Etruskisches Antefix aus Vulci.

Das Antefix (von lateinisch antefixus) oder der Stirnziegel ist ein figürlich oder ornamental verzierter Ton- oder Steinziegel. 
Das Antefix wurde bei römischen, etruskischen und griechischen Tempeln und Profangebäuden an der untersten Dachziegellage der Traufe angebracht und verschloss somit die vordere Öffnung der Deckziegel (imbrices). Normalerweise war das Antefix zu diesem Zweck im hinteren Teil in Form der Dachziegel gearbeitet und an der verzierten Schauseite mehrfarbig bemalt.
An den Langseiten treten Stirnziegel meist dann auf, wenn in der Architektur keine seitliche Sima verwendet wurde (Parthenon), an den Schmalseiten sind sie lediglich beim etruskischen Tempel mit geöffnetem Giebelfeld zu finden. Im griechischen Raum fertigte man Antefixe bevorzugt aus Marmor in Form einer Palmette, figürliche Beispiele sind relativ selten. Im altitalischen Gebiet dominieren dagegen die Varianten aus Ton, speziell Terrakotta. Die Motivwahl ist hier vielfältig: So wurden sowohl Köpfe von Fabelwesen oder Göttern (Medusa, Maenade, Silen und Juno), als auch Körper von Tieren (Löwen, Hirsche) und Mischwesen (Kentauren) dargestellt.